# Sengkang
Sengkang ist eine Stadt (Kota) in Südsulawesi, Indonesien und Hauptort des Regierungsbezirks (Kabupaten) Wajo.

## Lage
Sengkang liegt in einer fruchtbaren Ebene 192 km nordöstlich von Makassar am Fluss Walanae, der aus dem 5 km westlich der Stadt gelegenen See Danau Tempe entspringt.

## Größe
Das Stadtgebiet umfasst den gesamten Distrikt (Kecamatan) Tempe, der sich in 16 Untereinheiten (Kelurahan) unterteilt. Sengkang zählte 2010 61.053 Einwohner auf einer Fläche von 38,27 km².

## Geschichte

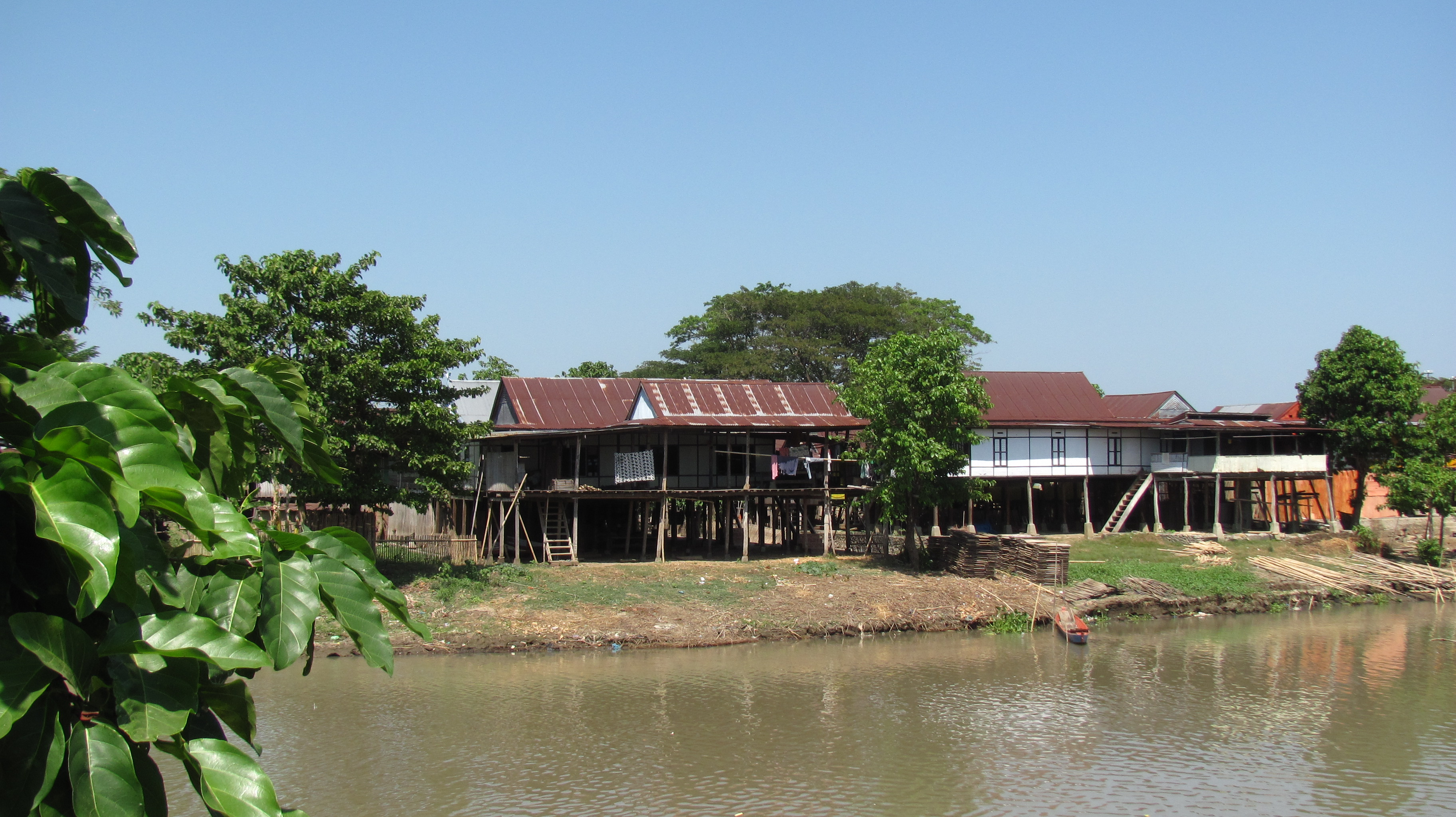
Typische Pfahlbauten in Sengkang am Fluss Walanae

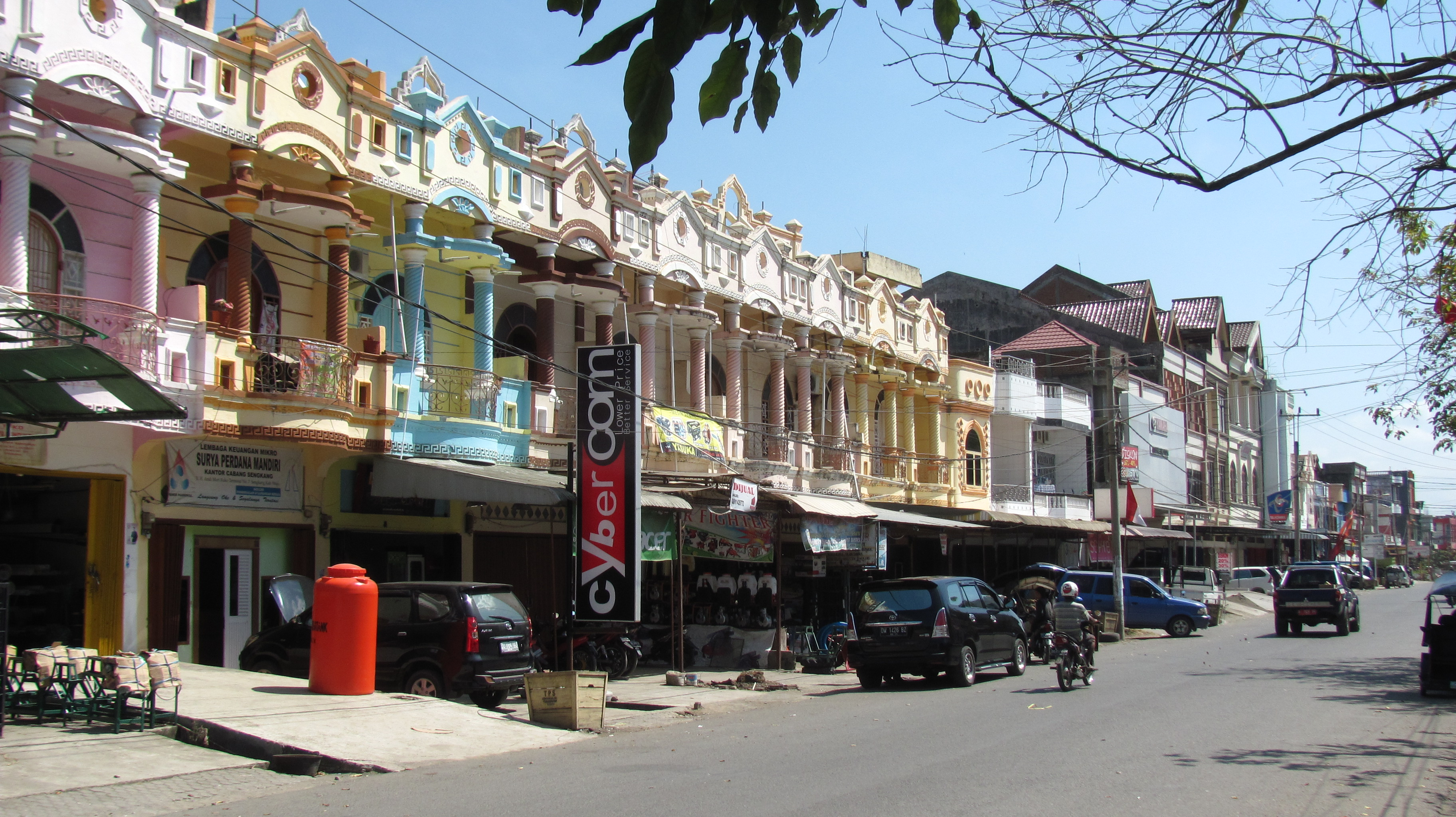
Die Jalan H. A. Mori ist eine der Hauptgeschäftsstraßen

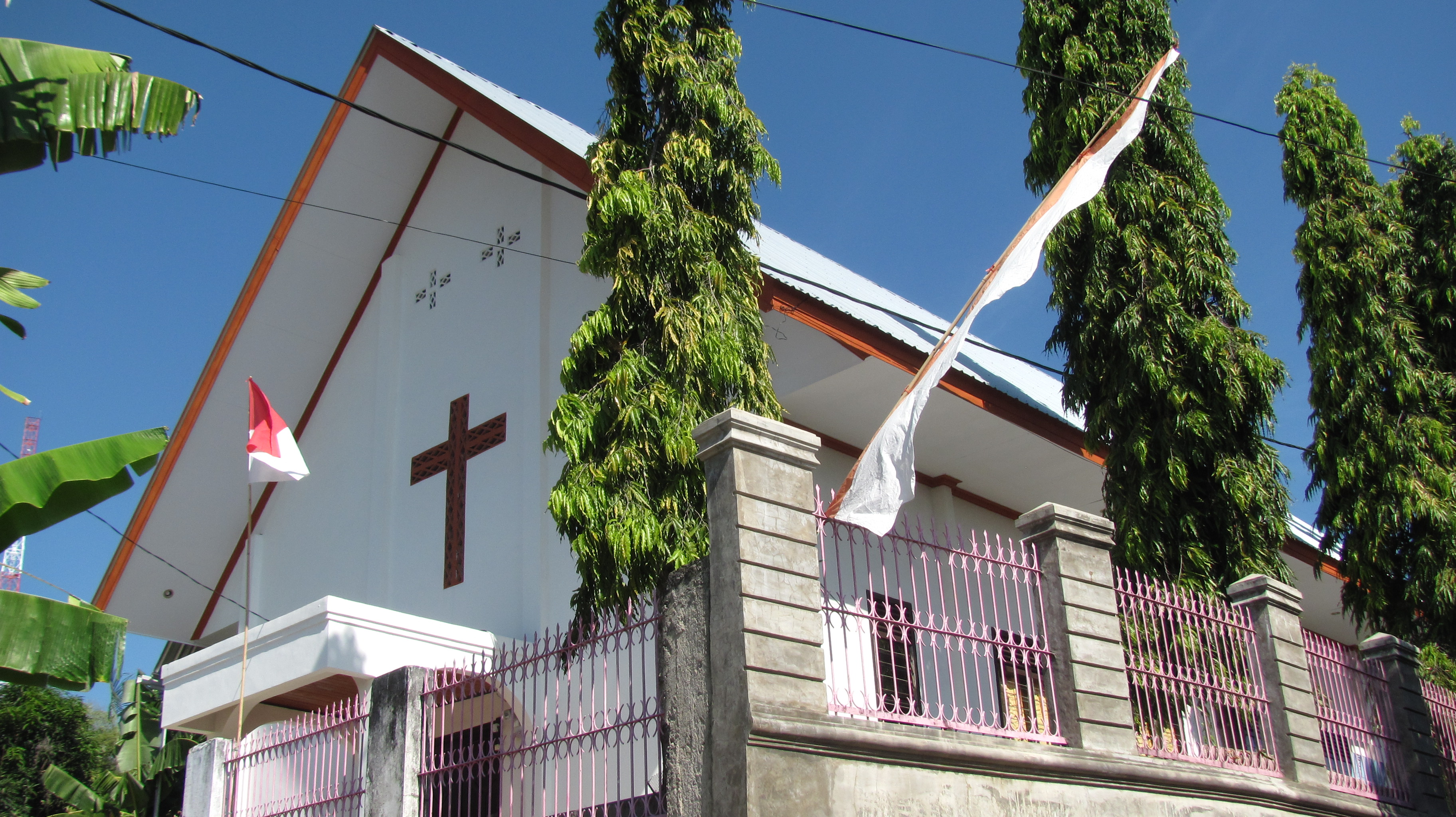
Evangelische Kirche Gereja Toraja

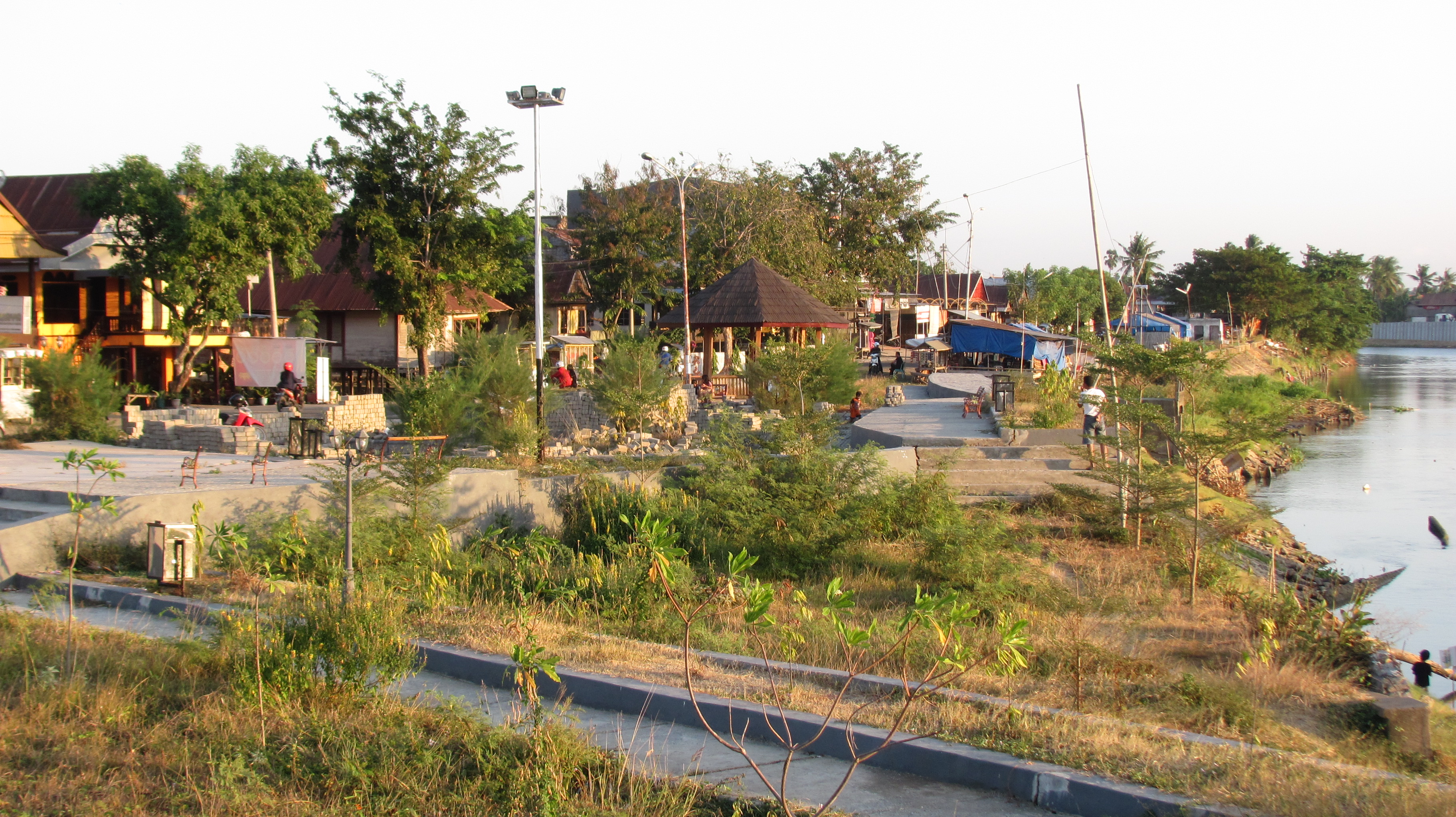
Parkanlage Taman Padduppa

Die Stadt war früher die Hauptstadt des Königreiches Wajo.

## Verkehr und Infrastruktur
Sengkang ist mit Makassar und anderen Städten im Süden Sulawesis über gute, ganzjährig befahrbare Straßen verbunden. Im Zentrum der Stadt befindet sich der Busbahnhof, jedoch verkehren die Busse nicht nach einem festen Fahrplan. Im Stadtgebiet wird der Fluss Walanae von mehreren schmalen Hängebrücken überspannt, über die keine Autos fahren können, wohl aber Motorradtaxis. In Sengkang verfügt neben einem Krankenhaus und zwei Hotels auch über sehr gute Einkaufsmöglichkeiten, wobei die Jalan H.A. Mori, die Jalan Kartini und die Jalan Jend. Sudirman die Hauptgeschäftsstraßen sind.

## Besonderheiten
Die Stadt ist Zentrum der traditionellen buginesischen Seidenweberei. Hergestellt wird die Seide allerdings nicht in Sengkang selbst, sondern weiter südlich in der Umgebung der Stadt Watangsoppeng.
Die meisten Einwohner Sengkangs sind Moslems, deren Moscheen das Stadtbild prägen, doch gibt es auch eine 1964 erbaute und 2013 renovierte evangelische Kirche (Gereja Toraja).
In den tiefer gelegenen Stadtteilen am Fluss wurden viele Häuser auf Pfählen errichtet. Ein beliebter Treffpunkt der Einheimischen ist die Parkanlage Taman Padduppa am Fluss Walanae mit einem Pavillon, von wo aus eine Hängebrücke in den Westteil der Stadt führt. Von der Brücke aus bietet sich besonders in der Abendsonne ein eindrucksvoller Blick auf das Stadtzentrum.
Nur wenige Kilometer vom Stadtzentrum entfernt befindet sich der von Sümpfen umgebene See Danau Tempe, der wegen seiner „Schwimmenden Dörfer“ bekannt ist. Sie werden die auf indonesisch Rumah terapung genannt und sind von Sengkang aus leicht mit Motorbooten zu erreichen. Nordwestlich der Stadt dehnt sich ein Waldgebiet mit Sümpfen aus, das zum Naturschutzgebiet erklärt wurde.